# Sylta
Sylta ist ein weiblicher Vorname.

## Herkunft und Bedeutung
Sylta ist ein norddeutscher Name.
Bedeutung: Eine Ableitung vom Namen Sylt. 

## Bekannte Namensträgerinnen
- Sylta Busse (1906–1989), deutsche Kostümbildnerin
- Sylta Fee Wegmann (* 1987), deutsche Schauspielerin